# Aunt Rachel
Aunt Rachel er en britisk stumfilm fra 1920 af Albert Ward.

## Medvirkende
- Isobel Elsom som Ruth
- Haidee Wright som Rachel
- James Lindsay som Ferdinand de Blacquaire
- Lionelle Howard som Reuben
- Tom Reynolds som Eld